# Rocasaurus muniozi
Il rocasauro (Rocasaurus muniozi) era un dinosauro sauropode erbivoro appartenente ai titanosauri; visse nel Cretacico superiore (Campaniano - Maastrichtiano) e i suoi resti fossili sono stati ritrovati in Sudamerica.

## Descrizione
Questo animale, come tutti i sauropodi, doveva possedere collo e coda molto allungati, quattro zampe colonnari e un corpo massiccio. Rocasaurus era affine ai meglio noti Saltasaurus e Neuquensaurus, anch'essi sudamericani, ma se ne distingueva per alcune caratteristiche uniche (autapomorfie):  la presenza di un'espansione distale sul margine pubico laterale, l'ischio fornito di un'ampia lamina, le vertebre caudali con profonde cavità ventrali divise da un setto longitudinale e con la superficie articolare posteriore marcatamente depressa ed estesa ventralmente in avanti (Salgado e Azpilicueta 2000).

## Classificazione
Rocasaurus muniozi venne descritto per la prima volta nel 2000, sulla base di resti fossili rinvenuti nella zona di Salitral Moreno, a circa 25 chilometri da General Roca, nella provincia di Río Negro in Argentina. I fossili vennero rinvenuti nel Malargüe Group della formazione Allen, risalente alla fine del Campaniano o all'inizio del Maastrichtiano.
Sebbene Rocasaurus non sia stato originariamente incluso in un'analisi filogenetica, venne subito considerato da Salgado e Azpilicueta (2000) come strettamente correlato a Saltasaurus. Ciò sarebbe supportato dalla presenza di una cavità ventrale divisa da un setto longitudinale nelle vertebre caudali anteriori e medie e da un peduncolo ischiatico poco sviluppato dell'ileo. In una recente analisi filogenetica condotta da Hechenleitner et al. (2020), Rocasaurus viene considerato un Saltasauridae, in una politomia con taxa sudamericani e laurasiatici. L'analisi filogenetica presentata da González Riga (2003), invece, ha indicato come Rocasaurus fosse più imparentato con Saltasaurus che con Neuquensaurus all'interno del clade Saltasaurinae.